# Kabhi Haan Kabhi Naa
Kabhi Haan Kabhi Naa (lit. Algunas veces sí, a veces no) es una película de comedia romántica coming-of-age india de 1994 dirigida por Kundan Shah y protagonizada por Shahrukh Khan, Suchitra Krishnamurthy, Deepak Tijori y Naseeruddin Shah. Esta es una de las raras películas tradicionales hindi en las que el héroe desempeña el papel de un perdedor. Es ampliamente considerado como una de las mejores actuaciones de Shahrukh Khan, y ha dicho que es su película favorita. Producida con un presupuesto de 1.4 millones ₹, la película recaudó 5.5 millones ₹, equivalente a 84 millones ₹ (12 millones USD) ajustada por inflación. En los 39° Premios Filmfare, ganó el Premio Filmfare de la crítica a la mejor película y de la crítica al mejor actor para Shahrukh Khan, quien también ganó el premio al mejor actor por Baazigar en la misma ceremonia.
La película se adaptó en télugu como Swapnalokam (1999) con Jagapathi Babu. Shahrukh Khan ha comprado los derechos de la película bajo su productora, Red Chillies Entertainment. Kabhi Haan Kabhi Naa también ha tenido comparaciones con la película de Hollywood (500) Days of Summer (2009).

## Argumento
Sunil (Shahrukh Khan) es despertado de su sueño de casarse con la niña que ama, Anna (Suchitra Krishnamurthy), por su hermana (Sadiya Siddiqui).
Sunil es un estafador feliz que ama la música y no está interesado en los estudios, lo que molesta a su padre, Vinayak (Anjan Srivastav). Todos han renunciado a Sunil y piensan que no sirve para nada, excepto el Padre Braganza (Naseeruddin Shah) que cree que Sunil es puro de corazón.
Sunil, Anna y Chris (Deepak Tijori) son 3 miembros de una banda de música de 6 personas, que buscan triunfar. Anna se reincorpora al grupo después de estar fuera por un tiempo, lo que hace feliz a Chris porque ama a Anna. Después de que Anna vuelve a entrar en su vida, Sunil comienza a intentar cambiar sus formas para que Anna se enamore de él.
Durante una actuación en la boda de un amigo, Sunil nota la cercanía entre Anna y Chris. Devastado, decide crear una grieta entre ellos. Sunil finalmente queda atrapado en su propia red de mentiras. Una furiosa Anna lo abofetea y decide no volver a hablar con él. Sunil es expulsado de la banda. Sin embargo, la fortuna favorece a Sunil, quien salva a la banda de ser interrumpida en un club local al ofrecer un espectáculo estelar; toda la banda le perdona y olvida.
Sunil cree que se ganó a Anna, pero descubre que Anna y Chris se aman y quieren casarse. Aplastado en pedazos, Sunil acepta que ha perdido en el amor.
Mientras tanto, el padre de Anna decide que Chris es digno de casarse con ella. Da a conocer sus intenciones, pero los padres de Chris tienen otras ideas y deciden el matrimonio de Chris con la hija de su amigo. Anna y su familia están abatidos.
Sunil consuela a Anna y la marea se vuelve lentamente a su favor. El padre de Anna, al darse cuenta de que Sunil la amará y cuidará de ella, convence a Anna de que se case con Sunil. Sunil está encantado hasta que se da cuenta de que Anna todavía ama a Chris. Sunil decide reunir a los dos y casarlos. En el día de su boda, cuando Chris y Anna están a punto de intercambiar anillos, Chris deja caer su anillo y se pierde de vista. Sunil ve el anillo pero finge ignorancia, incluso cuando su hermana menor lo mira con el corazón encogido. Finalmente, Chris localiza el anillo y la pareja se casa.
Justo después de la boda, Sunil aparece sentada en la acera, abatida y desconsolada. Por casualidad, una chica al azar (Juhi Chawla), que está perdida y busca direcciones, se acerca a Sunil. Algún tiempo después, Sunil y la chica se ven caminando a la luz de la luna y hablando alegremente.
Anthony y Vasco, dos delincuentes que forman parte de la historia, ven a Sunil con la nueva chica y rompen la cuarta pared, diciendo que Sunil estará bien. Los delincuentes escuchan la sirena de la policía e inmediatamente se escabullen mientras pasan los créditos.

## Reparto
- Shahrukh Khan como Sunil.
- Suchitra Krishnamurthy como Anna.
- Deepak Tijori como Chris.
- Naseeruddin Shah como Father Braganza.
- Ashutosh Gowarikar como Imran.
- Kurush Deboo como Yezdi, el mejor amigo de Sunil.
- Aditya Lakhia como Tony.
- Satish Shah como Simon, el padre de Anna.
- Anita Kanwal como la madre de Chris.
- Rita Bhaduri como Mary Gonsalves.
- Ravi Baswani como Albert Gonsalves.
- Anjan Srivastav como Vinayak, el padre de Sunil.
- Sadiya Siddiqui como Nikki, la hermana de Sunil.
- Ajit Vachani como Charles, el padre de Chris.
- Goga Kapoor como Anthony Gomes, el Don.
- Virendra Saxena como Vasco, la mano derecha de Anthony.
- Tiku Talsania como Patel, el dueño del bar.
- Juhi Chawla (aparición especial).

## Música
La música fue compuesta por Jatin–Lalit, mientras que la letra fue escrita por Majrooh Sultanpuri. La canción «Sachi Ye Kahani Hai» deriva de dos canciones: «Rasputin» (1978) de Boney M., y «In Zaire» de Johnny Wakelin. Kabhi Haan Kabhi Naa vendió más de 800 000 álbumes de bandas sonoras en India.

| N.º | Título                     | Cantante(s)                                | Duración |  |
| 1.  | «Ae Kaash Ke Hum»          | Kumar Sanu                                 | 05:10    |  |
| 2.  | «Aana Mere Pyar Ko Na Tum» | Kumar Sanu & Alka Yagnik                   | 03:59    |  |
| 3.  | «Deewana Dil Deewana»      | Amit Kumar & Udit Narayan                  | 07:37    |  |
| 4.  | «Woh Toh Hai Albela»       | Kumar Sanu & Devaki Pandit                 | 05:09    |  |
| 5.  | «Sachi Yeh Kahani Hai»     | Amit Kumar, Udit Narayan & Vijayeta Pandit | 06:30    |  |
| 6.  | «Kyon Na Hum Milke Pyar»   | Amit Kumar, Udit Narayan & Vijayeta Pandit | 04:21    |  |

## Premios

### Premios Filmfare
- Crítica a la mejor película – Kundan Shah
- Crítica al mejor actor – Shahrukh Khan